# Inazuma Eleven 2
Inazuma Eleven 2 (イナズマイレブン2 脅威の侵略者, Inazuma Irebun 2: Kyoui no Shinryakusha, lit. 'Inazuma Eleven 2: L'amenaça dels invasors') és el segon videojoc publicat per a la consola Nintendo DS de la franquícia Inazuma Eleven, sent la seqüela del videojoc homònim. Hi ha dues edicions del joc, Torb Etern (ブリザード, Blizzard en japonès) i Tempesta de Foc (ファイア, Fire en japonès). Va sortir al Japó l'1 d'octubre del 2009 i a Europa el 16 de març del 2012, el seu gran èxit en les seves dues versions, va propiciar que es llancés una nova seqüela titulada Inazuma Eleven 3.

## Edicions
Segons l'edició, les històries compten amb escenes i diàlegs addicionals centrats en diferents personatges, així com hi ha jugadors i tècniques insuperables exclusives de cada edició. Hi ha més de 1500 jugadors fitxables en les dues edicions.

### Edició Tempesta de Foc
En aquest cas, l'equip rival serà el Prominence, i la història s'enfocarà en l'Axel Blaze i la Nelly Raimon.

### Edició Torb Etern
En aquest cas, l'equip rival serà Pols de Diamants, i la història se centrarà en Shawn Froste i la Silvia Woods.

## Argument
Després de guanyar la final del torneig Futbol Frontier al final d'Inazuma Eleven, l'equip de futbol de l'Institut Raimon es reuneix a la Ribera del Riu per celebrar la victòria, però de sobte apareix una explosió a l'institut i l'equip s'hi dirigeix immediatament. En arribar, l'institut es troba en ruïnes, i hi ha uns estranys éssers que afirmen venir de l'espai, del remot Planeta Alius. L'Institut Raimon haurà de recórrer tot el Japó per reclutar els millors futbolistes del país i crear un equip capaç de vèncer els de la malvada Acadèmia Alius.

## Novetats
El videojoc compta amb una sèrie de millores respecte del seu antecessor. Una és la capacitat d'evolucionar les 'tècniques insuperables' a un nivell superior, anomenat estat o grau depenent de quin.
S'hi afegeixen dos nous tipus de tècniques: El tir llarg (per xutar des de qualsevol àrea del camp de futbol) i el bloqueig de tirs, per utilitzar una tècnica de tir o bloqueig com a reducció de poder de la tècnica de tir d'un rival. aturar-lo al complet, o podent reduir prou per ajudar el porter.
Addicionalment, per a les versions japoneses debuta una funció anomenada cadenes de partits, que consisteixen en rutes amb una sèrie de partits contra equips de la història o secundaris. Aquesta característica venia inclosa al videojoc anterior per a les edicions europees.

## Recepció
Tant Inazuma Eleven 2: Tempesta de Foc com Inazuma Eleven 2: Torb Etern no van funcionar tan bé com el primer videojoc al mercat del Regne Unit quan van ingressar al Chart Track UK Top 40 del preu complet de Nintendo DS la setmana que va finalitzar el 17 de març de 2012. Torb Etern va començar el n.°15 i Tempesta de Foc el núm. 17, però van aconseguir el Top 40 general de tots els formats per a aquella setmana. Com a referència, l'original Inazuma Eleven per a Nintendo DS va ingressar a la llista de preu complet de Nintendo DS al Regne Unit la setmana que va finalitzar el 27 d'agost de 2011 al lloc 3, cosa que equival a una posició de debut núm. 25 al Top 40 Entertainment.
El lloc web del Regne Unit Cubed el va puntuar amb un 9 sobre 10, amb el Director d'Operacions Adam Riley afirmant, "Level-5 una vegada més va lliurar un esforç excel·lent en aquesta addictiva sèrie" i que "...qualsevol que fins i tot gaudís marginalment del primer títol hauria de triar aquest sense dubtar-ho".
El lloc web de HobbyConsolas va valorar el videojoc en un 91%. El redactor Rubén Guzmán va afirmar que "Inazuma Eleven 2 camina fermament a través del camí que va iniciar el seu predecessor, i estem segurs que serà un gran i merescut èxit de vendes al nostre país." en referència a Espanya, assegurant que "és un producte enfocat al públic juvenil, entre el qual sens dubte quallarà com ja ho va fer el primer, encara que els més adults també haurien de donar-li una oportunitat". Com a punt negatiu, va destacar el següent punt: "No té partits en línia, que haguessin donat molt més valor al joc".